# Лишен
Лишен (на гръцки: Πολυνέρι, Полинери, катаревуса Πολυνέριον, Полинерион, до 1927 година Λίσαν или Λύσσανη) е село в Република Гърция, разположено на територията на дем Бук (Паранести) в област Източна Македония и Тракия.

## География
Лишен се намира 440 m надморска височина, на 10 километра западно от демовия център село Бук (Паранести), в източните склонове на Коджадаг. Васил Кънчов го определя като чечко село, попадащо в Драмския Чеч.

## История

### В Османската империя
Съгласно статистиката на Васил Кънчов („Македония. Етнография и статистика“) към 1900 година Лишен или Лишян е българо-мохамеданско селище. В него живеят 114 българи-мохамедани в 60 къщи. Кънчов също така отбелязва, че селото се управлява от един мюдюрин, чието седалище се намира в село Бук и е зависим от драмския каймакам.

### В Гърция
След Междусъюзническата война в 1913 година Лишен попада в Гърция. Според гръцката статистика, през 1913 година в Лишен (Λισάν) живеят 163 души.
През 1923 година по силата на Лозанския договор жителите на селото като мюсюлмани му са изселени в Турция. На негово място са заселени гърци бежанци. През 1927 година името на селото е сменено от Лисан (Λίσαν) на Полинери (Πολυνέρι). През 1928 година в Лишен има 31 гръцки семейства със 121 души - бежанци от Турция.
Населението се занимава с отглеждане на тютюн, жито и други земеделски култури, както и със скотовъдство.
| Година    | 1913 | 1920 | 1928 | 1940 | 1951 | 1961 | 1971 | 1981 | 1991 | 2001 | 2011 | 2021 |
| --------- | ---- | ---- | ---- | ---- | ---- | ---- | ---- | ---- | ---- | ---- | ---- | ---- |
| Население | 163  | 156  | 162  | 186  | 141  | 131  | 59   | 40   | 25   | 32   | 10   | 6    |